# Ruth Graves Wakefield
Ruth Jones Graves Wakefield (17 de junho de 1903 - 10 de janeiro de 1977; nome de solteira: Ruth Graves) foi uma chefe americana, mais conhecida como a inventora do Toll House Cookie, o primeiro cookie com gotas de chocolate. Ela também era nutricionista, educadora, empresária e autora. 

## Vida pessoal
Ruth Graves Wakefield nasceu em 17 de junho de 1903 e morreu em 10 de janeiro de 1977.  Ela era filha de Helen Vest Jones e Fred Graves, e cresceu em Easton, Massachusetts.  Para aprofundar seus estudos, ela frequentou o que é hoje o Framingham State College, onde estudou para se tornar nutricionista e professora de alimentação.  Ela se formou em 1924 e em 1926 se casou com Kenneth Wakefield, um executivo de um frigorífico.  Juntos, eles tiveram um filho, Kenneth Donald Wakefield Jr., e uma filha, Mary Jane Wakefield.

## Toll House Inn
Ruth e seu marido compraram uma pousada turística que chamaram de Tollhouse Inn.  Eles o chamavam assim porque estava localizado no que costumava ser a estrada com pedágio entre Boston e New Bedford.  Ruth cozinhou para os hóspedes usando suas próprias receitas e algumas das receitas antigas de sua avó, que foram um sucesso estrondoso e aumentaram a sala de jantar da pousada de sete mesas para sessenta.  Suas receitas eram tão populares que ela lançou vários livros de receitas, sendo o mais popular um livro de receitas intitulado Ruth Wakefield's Tried and True Recipes em 1931. 

## Inventando o Biscoito com Gotas de Chocolate "Toll House"
Ruth identificou uma falta de diversidade nas ofertas de biscoitos de sua pousada. Sua solução foi experimentar chocolate meio amargo para criar um novo sabor de biscoito. O biscoito foi inventado em 1938 e ficou tão popular que foi destaque nos jornais e os Wakefields receberam inúmeras cartas de pessoas solicitando a receita e o Toll House Cookie se tornou a sobremesa mais popular da época. 
Um mito sustenta que Wakefield acidentalmente desenvolveu o biscoito, e esperando que os pedaços de chocolate derretessem, fazendo biscoitos de chocolate. Mas esse não foi o caso; Wakefield afirmou que inventou deliberadamente o biscoito. Ela disse: "Estávamos servindo um biscoito fino de caramelo com sorvete. Todo mundo parecia adorar, mas eu estava tentando dar a eles algo diferente. Então eu criei o biscoito Toll House."  Ela adicionou pedaços picados de uma barra de chocolate meio amargo Nestlé em um biscoito.  A receita original em Toll House Tried and True Recipes  é chamada de "Toll House Chocolate Crunch Cookies". Wakefield deu a Nestlé a receita de seus biscoitos e foi paga com um suprimento vitalício de chocolate da empresa. 

## "Toll House Cookies" e a Segunda Guerra Mundial
Os Toll House Cookies ganharam popularidade em 1940, durante a Segunda Guerra Mundial. A filha de Ruth, Mary Jane, que trabalhava como ajudante de cozinha, lembra-se dos dias na cozinha cheios de embalagens para enviar às tropas de Massachusetts no exterior. Eles logo começaram a receber cartas de todo o país solicitando que os pacotes incluindo os Toll House Cookies fossem enviados para tropas de outros estados.

## Morte
Ruth se aposentou em 1966 e vendeu a Toll House, que mais tarde pegou fogo em 1984. Ruth faleceu em 10 de janeiro de 1977 em Plymouth, Massachusetts, aos 73 anos.